# Fachanwalt für Verkehrsrecht
Der Fachanwalt für Verkehrsrecht wurde von der Satzungsversammlung der Bundesrechtsanwaltskammer (BRAK) eingeführt. Rechtsanwälte können diesen Titel erwerben, wenn sie entsprechende fachliche Kenntnisse nach § 14d der Fachanwaltsordnung (FAO) (üblicherweise durch erfolgreiches Bestehen eines sog. Fachanwalts-Lehrgangs) und eine nach § 5 Abs. 1 lit.k FAO vorgegebene Mindestanzahl von tatsächlich bearbeiteten Fällen nachweisen können. Bearbeitet werden müssen 160 Fälle, davon mindestens 60 gerichtliche Verfahren. Die Fälle müssen sich auf mindestens drei Bereiche der nachfolgenden von 1. bis 4. genannten Bereiche beziehen, davon in jedem dieser Bereiche mindestens 5 Fälle.
Nach § 14 d der Fachanwaltsordnung (FAO) sind besondere Kenntnisse im Verkehrsrecht in folgenden Bereichen nachzuweisen:
- 1. Verkehrszivilrecht, insbesondere das Verkehrshaftungsrecht (nach Bürgerlichem Gesetzbuch und Straßenverkehrsgesetz, inklusive sozialrechtlicher Bezüge, zum Beispiel bei Wegeunfällen und im Arbeitsrecht für den Regress des Arbeitgebers bei grob fahrlässig verursachten Unfällen) und das Verkehrsvertragsrecht (zum Beispiel das Kaufrecht, die Kraftfahrzeuginstandsetzung und -wartung und das Miet- und Leasingrecht von Fahrzeugen),
- 2. Versicherungsrecht, insbesondere das Recht der Kraftfahrtversicherung, der Kaskoversicherung sowie Grundzüge der Personenversicherungen (einschließlich der Wechselwirkung mit der öffentlich-rechtlichen Sozialversicherung, beispielsweise bei Invaliditätsfolgen und dem Anspruch auf Unfallrente aus der gesetzlichen Unfallversicherung bei einer MdE von mindestens 20 %),
- 3. Verkehrsstraf- und Ordnungswidrigkeitenrecht (vor allem hinsichtlich des Bußgeldkatalogs und dem Fahreignungsregister, aber auch der nationalen und europäischen Vorschriften über das Personenbeförderungsrecht),
- 4. das Verkehrsverwaltungsrecht, das vor allem aus dem Recht der Fahrerlaubnis (insbesondere auch der europarechtlichen Bezüge des Fahrerlaubnisrechts), aber zum Beispiel auch aus dem Straßenverkehrszulassungsrecht (Fahrzeug-Zulassungsverordnung, Straßenverkehrs-Zulassungs-Ordnung) und verkehrsspezifischen Umweltrecht (Verordnung zur Kennzeichnung der Fahrzeuge mit geringem Beitrag zur Schadstoffbelastung) besteht,
- 5. Besonderheiten der Verfahrens- und Prozessführung (wie zum Beispiel der Direktanspruch gegen den Versicherer aus dem Pflichtversicherungsgesetz und den besonderen Verjährungs- und Verwirkungsbestimmungen).

## Interessenverbände
Fachanwälte für Verkehrsrecht sind häufig Mitglied in der Arbeitsgemeinschaft Verkehrsrecht des DAV (Deutscher Anwaltverein). Ein weiterer, wenn auch kleinerer Zusammenschluss ist der Verband deutscher VerkehrsrechtsAnwälte (VdVKA).

## Statistik
Zum 1. Januar 2024 sind 4.400 Fachanwälte für Verkehrsrecht in Deutschland zugelassen.